# Stella McCartney
Stella McCartney (Londres, 13 de setembre de 1971) és una dissenyadora britànica, lluitadora pels drets dels animals i per la sostenibilitat. És la segona filla de l'ex Beatle Paul McCartney i de la fotògrafa Linda Eastman. Funda la seva pròpia marca "Stella McCartney" l'any 2001, i és una ecologista compromesa. La marca actualment compta amb 33 botigues i les seves col·leccions es distribueixen per més de 70 països, trobant-s'hi línia de roba en dona, nen, nena i bebè, i la d'accessoris que inclou ulleres d'òptica i de sol, llenceria i fragàncies. A més, la marca està involucrada en diverses campanyes i organitzacions relacionades amb la dieta vegetariana, la sostenibilitat i els teixits naturals entre d'altres.

## Biografia
Stella McCartney va néixer a Londres, on es va criar. El naixement de Stella va ser molt crític perquè tant la mare com ella van patir molts problemes. Aquest moment tan traumàtic va portar al seu pare a pregar que ella naixés "en les ales d'un àngel", i aquesta expressió va inspirar el nom de la banda dels seus pares als anys 70: "Wings".
Stella admet que va tenir una infància rutinària malgrat que els seus pares fossin famosos. Va estudiar a l'escola pública a Sussex, on va ser víctima d'assetjament escolar.
Stella ha estat en contacte amb el món de la moda des de petita. Amb només tretze anys ja es confeccionava la seva pròpia roba i als quinze ja va tindre la seva primera feina relacionada amb la moda fent unes pràctiques a la casa Lacroix, de París. Després va acabar de completar la seva formació en una fundació d'art al Ravensbourne College of Design and Communication.
Es va graduar a la Central Saint Martins College of Art and Design. Amb 18 anys comença a treballar per la dissenyadora Betty Jackson, la qual no permetia mai concedir favors a l'elit. Stella va ser l'excepció. Mai arribava tard i era l'última en marxar. Feia cafè, cosia botons, portava encàrrecs a l'oficina de correus i planxava.
Ja des dels inicis, en les seves tres primeres col·leccions es podien percebre grans conceptes de sastreria, i un gran esperit en la naturalesa i en una feminitat atractiva. En l'esdeveniment de la seva primera col·lecció de graduació ja va ser notícia i va estar en primera plana dels diaris. Tota la col·lecció va ser venuda a "Tòquio", una botiga de Londres. Immediatament després, va obrir el seu propi taller a la zona de moda de Notting Hill Gate. Els dissenys van ser autoritzats a Browns, Joseph, Bergdorf Goodman i Neiman Marcus. La col·lecció es va mostrar junt amb una cançó escrita pel seu famós pare anomenada "Stella May Day". El 1998 va dissenyar el vestit de núvia de la seva germana Mary pel seu casament amb el productor de televisió Alistair Donald.
Després de graduar-se, es va endinsar a Savile Row amb el sastre Edward Sexton per aprendre més.

## Carrera professional

### Inicis
Poc temps després, el 1997, va ser nomenada directora creativa de la marca parisenca Chloé a París succeint a Karl Lagerfeld i s'hi va estar quatre anys al capdavant. En el moment en què va deixar Chloé, la seva base de clients s'havia convertit en més jove i moderna i les vendes s'havien disparat. Finalment, va deixar la marca en el 2001.
Stella McCartney va llençar la seva pròpia casa de moda, la qual portava el seu nom, en una societat amb Kering com una aliança d'empreses al cinquanta per cent. Va ser aquí on va mostrar la seva primera col·lecció a la Setmana de la Moda de París l'octubre del 2001. Aquesta marca va ser llençada sota el Grup Gucci, (en l'actualitat el Grup de luxe PPR). “En el Grup Gucci, he trobat un soci amb les habilitats necessàries per fer d'aquest negoci un èxit. Sempre he volgut començar el meu propi segell i em sento llesta per al repte" va dir Stella en un comunicat. De fet, i seguint els seus principis de no usar teixits animals, es diu que va arribar a rebutjar un treball a Gucci, perquè la marca és amant de les peces i accessoris en cuir.

### Actualitat
El fet de ser filla del component del grup The Beatles, Paul McCartney i de la fotògrafa activista pels drets dels animals, Linda Eastman es veu totalment reflectit en molts factors. De fet Stella ha estat vegetariana al llarg de la seva vida i no utilitza cuir ni pells animals en els seus dissenys perquè no vol renunciar als seus principis. Les seves col·leccions inclouen roba de dona “ready-to-wear”, accessoris, roba interior, ulleres, fragàncies i per acabar disposa d'una línia per nens.
Les 33 botigues independents amb les quals compta actualment són en llocs com el Soho de Manhattan, Mayfair de Londres i Brompton Cross, LA’s West Hollywood, Palais Royal de París, Milà, Tòquio, Xangai i Beijing. Les seves col·leccions també es distribueixen en més de 70 països a través de 600 comptes de venda a l'engròs, incloent-hi les botigues especialitzades i grans magatzems, així com l'enviament a cent països en línia.
Stella també ha dissenyat pel cinema i per a moltes celebritats de Hollywood. El primer perfum que va llençar en el 2003, es va anomenar “Stella”. També li va ser concedit un doctorat honorífic per la Universitat de Dundee al març del mateix any. En el setembre del 2004 a més de la seva col·lecció principal també va fer una associació amb Adidas a llarg termini, amb la qual va fundar Adidas by Stella McCartney. La col·lecció ha anat creixent fins que han anat ampliant les diverses línies de córrer, gimnàs, ioga, tennis, natació, esports d'hivern i ciclisme.
En el 2008 va llençar una col·lecció de llenceria que reflectia les necessitats de la dona moderna. A l'hivern del 2010 va presentar la bossa "Falabella", un dels articles més venuts de la marca. Es distingeix ràpidament pel detall de cadena trenada en els acabats. També en el mateix any, es va presentar la primera col·lecció de Stella McCartney-Kids, capturant l'esperit i l'energia dels més petits d'avui en dia. Aquesta línia de nens, nenes i nadons, engloba les talles des de recent nascuts fins als 14 anys.
El següent any, el 2011, va treure el marcat la línia d'ulleres de sol que complementen les seves desfilades. També en el 2011 va ser inclosa en la llista del Telegraph de les dones més poderoses de la Gran Bretanya de l'any. Per acabar, en el 2012 va presentar una col·lecció càpsula de nit durant la Setmana de la Moda de Londres.
Constantment s'aprecia el compromís de la dissenyadora amb la sostenibilitat de les col·leccions amb una filosofia de responsabilitat, honestedat i modernitat. És ecologista, vegetariana i es troba involucrada en moltes campanyes contra l'ús de la pell i del cuir dels animals en la confecció de la roba.
Stella McCartney és més coneguda per la seva marca epònima que no pas per les col·laboracions. El seu fort és l'adaptació senzilla però amb un toc femení i un enfocament cap al disseny, útil i portable. Sempre es nega a fer servir cuirs o pells de qualsevol animal en els seus dissenys, i aquesta és la raó per la qual les sabates estan fetes de vinil o plàstic i els cinturons i bosses de ràfia i tela. Com a ecologista, dona suport a l'organització Lynx i a PETA pel suport als drets dels animals i la no utilització de materials com pell, cuir, llana o seda. Alguns dels seus dissenys tenen frases que reflecteixen el seu respecte a la natura com per exemple una de les seves jaquetes per a Adidas on posa "apte per a vegetarians esportius" en una de les mànigues. Actualment és una mecenes de la Vegetarian Society, una organització dedicada a difondre els beneficis d'una dieta sense carn.

## Stella McCartney

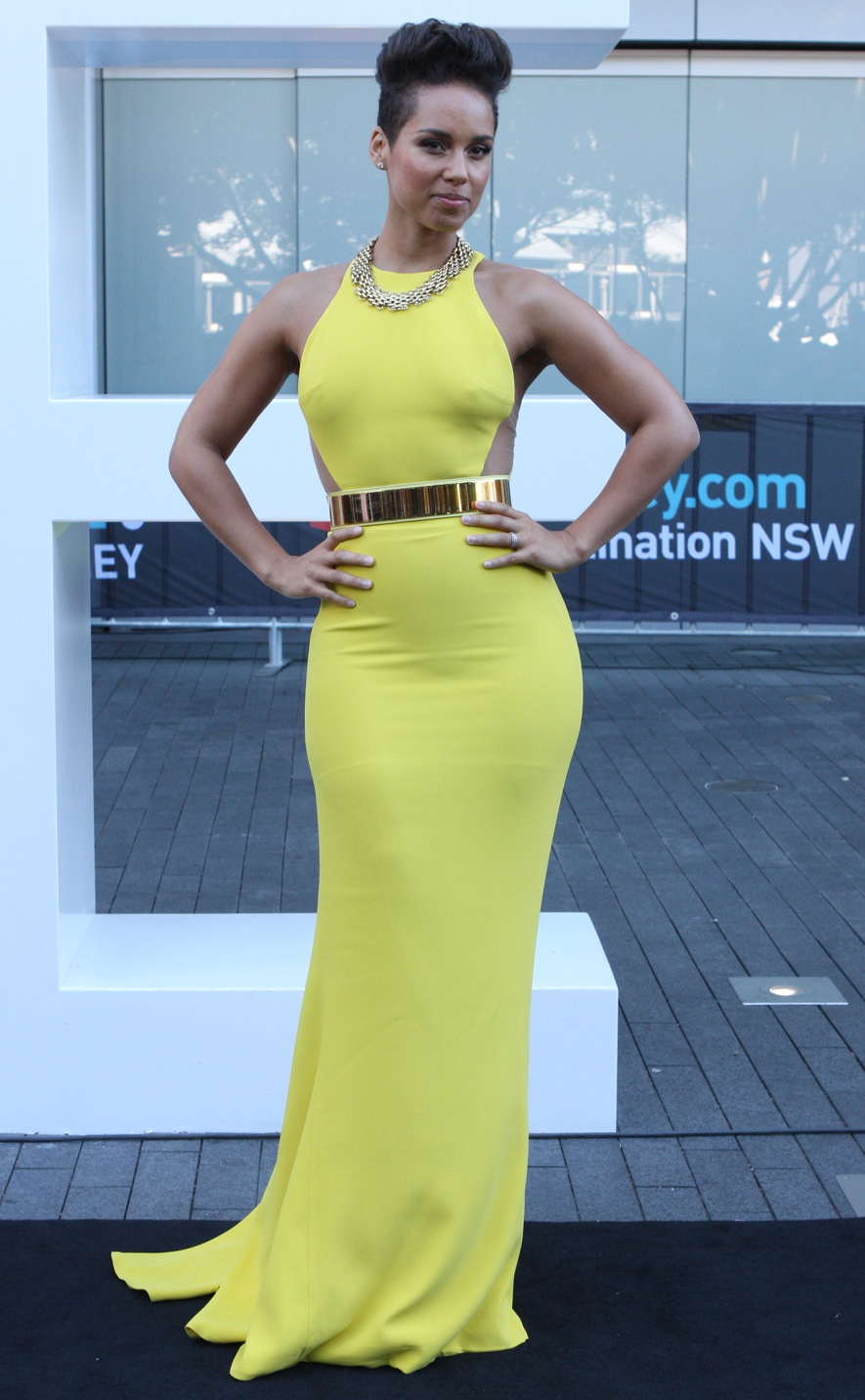
Alicia Keys vestida per Stella McCartney en els Aria Awards 2013 a Sydney (Austràlia).

En la marca sota el mateix nom que la dissenyadora, sempre es poden veure trets destacats de feminitat, però si alguna cosa defineix l'estil de la marca Stella McCartney, és la capacitat de vestir la dona amb vestits originals però elegants, simples i pulcres basats en estampats de fruites o de formes geomètriques barrejades, així com cavalls o colors àcids. Per exemple, en la col·lecció d'hivern 2012, promou una sèrie d'estampats discrets, que acompanyen uns sensuals però refinats vestits. Per Stella McCartney, no hi ha res millor que vestir la dona d'acord amb la seva personalitat, i per això és escollida per diverses models i actrius a l'hora de trepitjar catifes vermelles gràcies als seus vestits brillants o bé pels seus sastres.

### Línies de roba

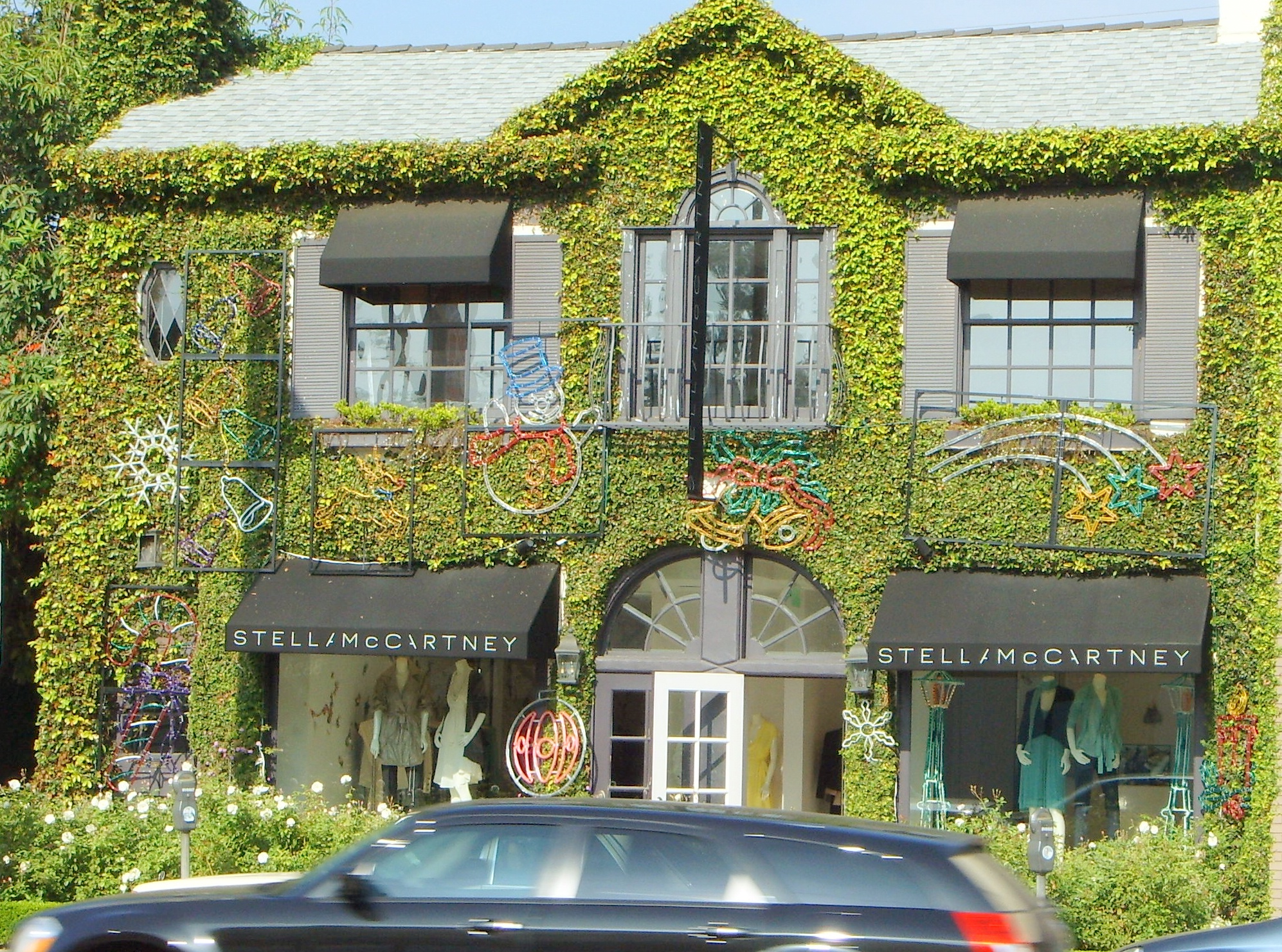
Botiga Stella McCarney (Beverly Hills, California)

#### Stella
Forma part de totes les seves col·leccions (primavera, estiu, tardor i hivern) que va presentant. Està composta per roba de dona exclusivament. En les últimes temporades inclou la línia de llenceria.
La base de la "mirada McCartney" la formen pantalons cenyits al cos i pantalons texans, bruses etèries i vestits fets dels materials més lleugers. Aquests es barregen amb un toc de roba esportiva elegant, ocasionalment amb impressió gràfica. També és famosa pels seus exquisits vestits i jaquetes de tall de pantalons, una herència de la seva formació de Savile Row. McCartney ha marcat un territori que té a veure amb un confort atractiu i el luxe discret. Les col·leccions de l'última temporada 2014 tenen molta força. Un dels punts forts van ser les sabates de la passarel·la Hivern'14 amb sola de goma. També apareixien pantalons curts o d'estrep. La veritable sorpresa va ser l'èmfasi de McCartney en el treball fet a mà. Detalls de cremallera i corda de muntanyisme formant brodats en jaquetes quadrades i suèters de grans dimensions, reforçaven l'energia i el moviment. En la col·lecció Stella McCartney 14, presentada a París, apareixen un altre tipus de teixits com organdí, estampats de cocodril i pantalons d'estil esportiu. Els talls dels clars vestits d'organdí de McCartney deixen entreveure la pell, mentre que els seus estampats de cocodril no resulten excessius i els pantalons esportius segueixen sent elegants. Els talls precisos i la forma d'entendre la dona moderna s'han convertit en el segell de la dissenyadora britànica, on fins i tot els seus vestits de puntes resulten impressionants.

#### Nens
Aquesta línia està composta per "shop by look", "baby", "boys", "girls" i ara també amb "Maleficient", una última col·laboració en què ha participat realitzant una col·lecció càpsula per a la pel·lícula "Maleficient" de Disney.
"Stella McCartney Kids" se centra en estils divertits, moderns i juganers per a nens i nenes des de nadons fins als 14 anys. Les col·leccions dels nens reflecteixen l'estètica de Stella McCartney i els valors ètics, centrant-se en peces bàsiques que són còmodes i que busquen les necessitats dels nens sense renunciar a la diversió i sense preocupacions. D'aquesta manera es crea una col·lecció desitjable, divertida i portable, i que fos assequible. "Kids" es compon de les millors teles, totes acuradament estudiades per l'estil i la funció concreta, construïdes per durar i per divertir-se. Aquestes inclouen mamelucs 100% de cotó orgànic molt tous. La marca també treballa per produir de manera sostenible i ètica els seus articles pels infants.
Per inspirar-se en aquesta col·lecció, McCartney fa una retrospectiva a la seva infància i records, els quals incorpora en algunes de les peces. Alhora, també es fixa en col·leccions prêt-à-porter que produeix la marca i extreu alguns elements, traduint-los en un àmbit infantil. La col·lecció està formada per peces amb personalitat amb l'objectiu que els mateixos nens s'hi sentin atrets. S'intenta evitar l'excés de disseny i de treball en la peça, però sense restar la qualitat.
Stella, juntament amb el seu pare Paul i la seva germana Maria, van fundar Meat Free Monday en 2009. Una forma d'animar a la gent a eliminar la carn de la seva dieta durant almenys un dia a la setmana. Al provocar a la gent a fer aquest canvi i menjar més verdures, Meat Free Monday té com a objectiu fer una diferència en la salut de les famílies, així com en la salut del nostre planeta. Per tal de donar encara més suport a aquesta causa, Stella ha introduït una línia especial de moda “Meat Free Monday” a la col·lecció de nens. Cada peça està feta de 100% cotó biològic i un percentatge de la venda es destina a la campanya.

#### Adidas
Aquesta és la línia dissenyada anomenada "Adidas by Stella McCartney".

### Accessoris i complements

#### Òptica
Amb una estètica moderna i una obra en l'equilibri entre el masculí i el femení, "Stella McCartney Eyewear" és una extensió natural de les col·leccions ready-to-wear. Amb aquesta línia, la marca té com a objectiu que siguin útils, usables i alhora atemporals. Jugant amb el concepte de quelcom que es pugui tenir molt de temps sense ser d'una temporada concreta. I així intentar trobar un equilibri entre aquelles coses permanents en les nostres vides i d'altres que són més específiques i de tendències impulsades.
Les dues marques d'ulleres de sol i ulleres d'òptica abracen la filosofia ecològica de la marca. Són el resultat d'una extensa investigació en l'ús de matèries primeres d'origen natural. El gran repte en la línia d'ulleres va ser la quantitat de temps que es gasta en investigació i proves per obtenir el millor producte possible que garanteixi qualitat amb el més alt rendiment en termes de resistència, i que alhora mantingui l'estil i acabat que sempre intenta aconseguir la marca. La col·lecció d'ulleres està creada utilitzant bio-acetat: un compost on més del 50% prové de fonts naturals. La fórmula del producte combina la cel·lulosa, el compost orgànic més comú a la Terra renovable i biodegradable, juntament amb plastificants naturals que difereixen del DEP (Diethyl Phthalate), ja que deriven de l'àcid cítric, una substància natural que s'obté a través d'un procés de fermentació.
- Sunglasses: La col·lecció d'ulleres de sol té cinc línies, els estils moderns de grans dimensions en una nova paleta de colors com el coure, la petxina blava i el rosa i el bordeus, així com tons més neutres.

- Optical: Aquesta segona col·lecció òptica es compon de quatre estils que van des de l'època clàssica fins a l'avantguarda contemporània en tons grisos, rosa, bordeus, negre i tortuga. La col·lecció sostenible es compon de la fórmula explicada anteriorment.

#### Llenceria
La col·lecció de llenceria està fabricada amb teles de luxe, sedes de molta qualitat, cotons orgànics, puntes titulats i gasa de seda "georgette", en una exclusiva gamma de colors d'època pròpia de la marca en color rosa, crema, blau i gris perla. Va ser la passió de Stella McCartney pels francesos antics la qual cosa la va portar a llençar una col·lecció de llenceria en el 2008: " La roba interior és una obsessió meva, m'he inspirat en ella durant molts anys i sempre l'he utilitzat en el meu treball ". La llenceria sempre ha obsessionat a McCartney i és una font principal en la seva inspiració, com les incrustacions de puntes i el treball fet a mà que hi ha en les produccions. En les seves col·leccions, es basa en dissenys clàssics, però també en altres línies més usables pel dia a dia. L'objectiu és intentar expressar les diferents facetes de la dona d'avui en dia.
En la col·lecció es podria dir que hi ha diferents gammes. Una de més brillant, que s'adapta més al cos i es pot rentar amb facilitat, d'ús diari. Una altra més atractiva i finalment una que és per ocasions molt més especials. Aquesta última inclou micos, camises, tops camisola, pantalons curts i "all-in-ones". És ple de dissenys naturals atractius, segurs i moderns, amb una exquisida atenció al detall i a la forma. Les peces són fetes per ser barrejades i aparellades entre elles, els tirants dels sostenidors dissenyats per ser vistos, i les calces són de poca alçada i atractives.
El 2012 la marca va revelar una col·lecció de roba interior cada dia, anomenada Stella, feta de nous materials innovadors d'una sensació gairebé invisible pel que fa a la sensualitat de la peça. La gamma utilitza el maquinari de metall reciclat i cartel·les de cotó orgànic. A més es fa a mà utilitzant tecnologia d'última generació per als estils més prims i la màxima suavitat.
Per acabar, hi ha la línia "Stella", que a més de complir amb tot l'explicat anteriorment pel que fa als materials, també disposa de cinc formes diferents de sostenidor a escollir.

#### Fragància
McCartney va llençar la seva primera fragància, "Stella", el 2003 i des de llavors ha creat una segona fragància, "Lily".
Igual que en prêt-à-porter, el seu acostament a la fragància juga amb els contrasts i les contradiccions. Fusiona feminitat amb nitidesa, suavitat amb nerviosisme, vintage amb el que és modern, la sensualitat amb la sexualitat, i l'extravagància amb la delicadesa. La inspiració és visual, deriva d'un moment senzill i sensual en el temps, com una rosa en plena floració decadent just abans que comenci a marcir. Les fragàncies de Stella McCartney capturant aquests moments efímers, són evocadores i estan compostes per ampolles de col·leccionista.
Dintre de les dues gammes de fragàncies es troben les sublínies: L. I. L. Y i L. I. L. Y Absolute. I la segona línia: Stella, Stella Candle, Stella Absolute, Stella Summer i Stella The Print Collection.
Per la línia “Stella”, es volia alguna cosa delicada i femenina. La rosa es barreja amb un toc una mica intens i més masculí contrastant amb la fragilitat i la força, expressant una visió d'una feminitat moderna. La idea principal es basava a crear alguna cosa única que fos accessible a totes les dones del món.
L.I.L.Y és l'altra línia basada en una moderna història d'amor. És un viatge a través dels sentits, que comença amb l'olor d'un matí de primavera caminant a través de la llum del sol a través d'un sòl de bosc i el descobriment de molsa sota els peus. I per sota de les arrels i la terra fosca es troba una sensualitat gairebé aclaparadora, molt masculina. És, en gran manera, la història d'una nena que ha d'esdevenir dona i que entra en una nova etapa de la vida.
Per la dissenyadora, els flascons de perfum són la creació d'una ampolla la qual ho compara amb un viatge, una història composta de records que duri per sempre.

### Col·leccions Càpsula

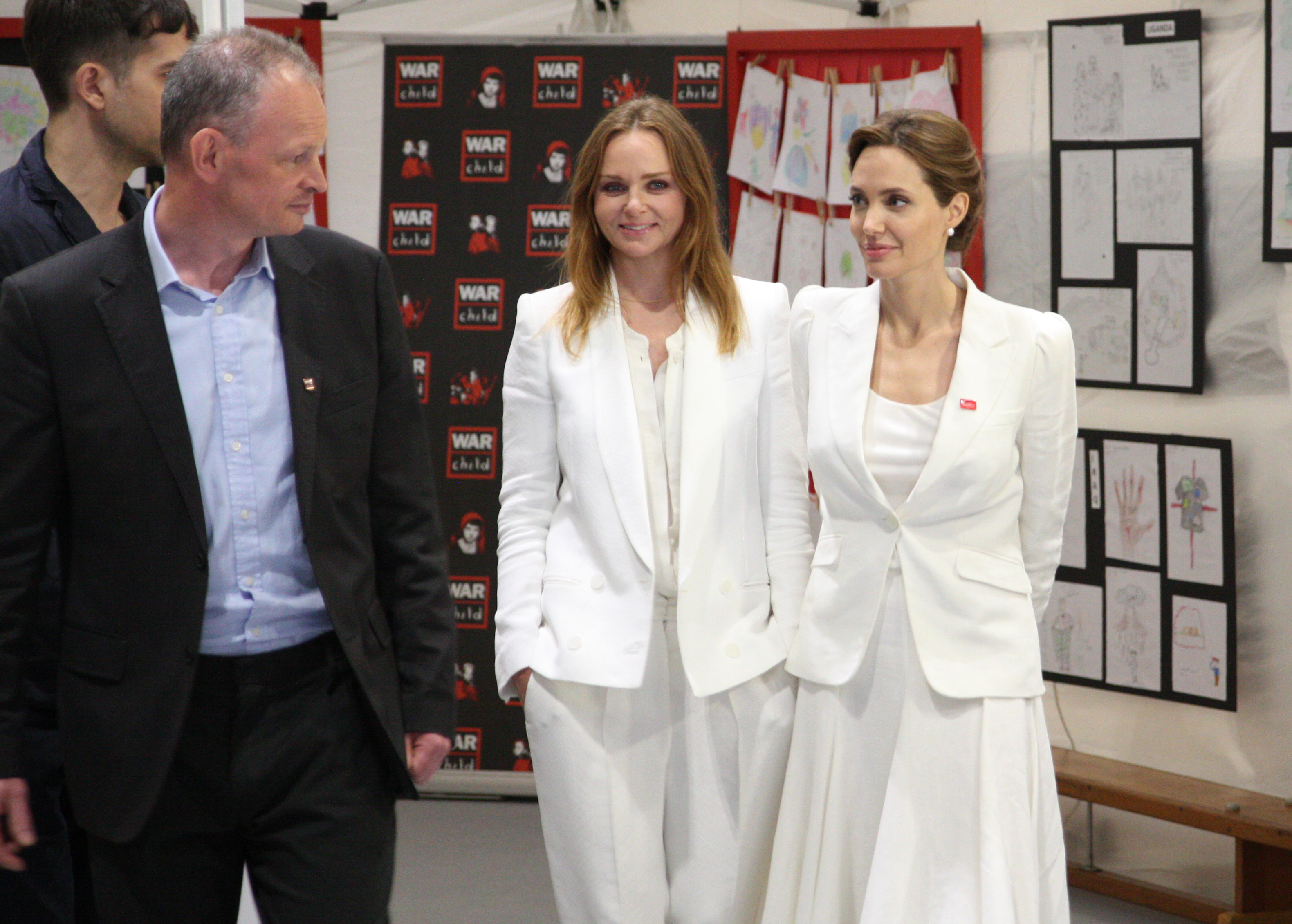
Stella McCartney i Angelina Jolie en el 2014

El març de 2013, McCartney va presentar als salons Opera Garnier de París la seva nova col·lecció de sabates tardor-hivern. Es tracta d'unes sabates biodegradables, les quals estan confeccionades amb materials orgànics com el cotó i la llana, amb la sola composta per un bio-plàstic anomenat APINAT. La seva producció no afecta el regne animal i és amigable amb el medi ambient. Una altra de les emblemàtiques col·leccions va ser la presentada al març del 2003. Tot i que el seu pare no hi era present, Stella va dedicar la seva desfilada a ell i als seus germans. La passarel·la va començar amb una versió de la cançó de Mary Poppins. Apareixien bruses fetes de cintes, faldilles vaporoses i pantalons cònics. L'únic toc excèntric va ser l'ús de grans cremalleres com a decoració. Res extravagant per a la nit, vestits de jersei en comptes simples i amb algunes decoracions de baguette de vidre. Una altra dels seus complements emblemàtics és la mítica bossa Falabella, la qual cada temporada la dissenyadora va innovant en diferents estampats i colors segons la tendència del moment.
En previsió del llançament mundial de la pel·lícula de Disney "Maleficent", Stella McCartney es va associar amb Disney per crear una col·lecció càpsula de Stella McCartney Kids. Els dissenys de la col·laboració estan inspirats en la nova pel·lícula basada en la història no explicada de l'obra clàssica de 1959 "La Bella Dorment", que es va estrenar en cinemes el 30 de maig del 2014. Va ser protagonitzada per Angelina Jolie en el paper principal i Elle Fanning com a Princesa Aurora.
Inspirat pels personatges i efectes visuals de la història imaginària, la Malèfica col·lecció càpsula Stella McCartney Kids inclou vuit estils lúdics per a infants de quatre a catorze anys. La gamma inclou peces contrastades: vestits femenins com els de la princesa, amb sandàlies o samarretes fosques i sabatilles d'esport.

### Botigues
Després de llançar la seva pròpia companyia, Stella va obrir la seva primera botiga, en la qual va invertir al voltant d'1,5 milions d'euros en una església dessacralitzada a l'oest de Londres, a prop de Portobello Rod. Al maig de 2003, es va portar a terme la inauguració de la nova botiga de Nova York, a Bruton Street, quatre plantes d'un edifici totalment renovat d'estil d'avantguarda el qual anteriorment havia sigut una galeria d'art.
McCartney es va unir al projecte Absolut Vodka amb el seu "Absolut Stella" com a part de les col·leccions Absolut Fashion (Versace, Gucci, Gaultier).
En el 2012 obre la seva primera botiga a Espanya localitzada al cor del Passeig de Gràcia de Barcelona en la cantonada amb el carrer Rosselló. La botiga es troba envoltada per magnífics exemples d'arquitectura modernista entre els quals hi ha la Pedrera de Gaudí, l'edifici històric que acull la cinquena botiga pròpia a Europa de la dissenyadora.
Tot just en el 2014, Stella McCartney obre la seva primera botiga a la capital, a la cruïlla de camins entre els carrers Serrano i Don Ramón de la Creu, a la Milla d'Or madrilenya. Tres-cents setanta metres quadrats que mostren a través de les seves dues plantes l'univers Stella dins d'una atmosfera íntima, personal i moderna, presentant les línies de prêt-à-porter, sabates, texans, òptica, perfums i infantil que desenvolupa cada temporada. El minimalisme i la calma que inunda les seves col·leccions també queda patent en la decoració de la botiga, que incorpora materials simples i naturals per contrastar amb detalls escultòrics. Sòl de ciment amb marbre de Calacatta, prestatges de marbre, lineals de llautó i acer. Tot crida a l'ordre i a observar la roba en aquest hàbitat natural imaginat per Stella.
La marca està creixent a molt nivell, el 2012 va ser un any d'èxits per Stella McCartney, que va tancar amb un 19% més de guanys dels usuals, en un gran total de 25.800.000 de lliures esterlines. D'acord amb WWD, la nova botiga de la marca amb seu al sud de Kensington, una botiga a Harrods i el llançament de la nova fragància han influenciat el creixement. Avui dia té diverses botigues pròpies, situades al Soho de Manhattan, Mayfair i Brompton Cross a Londres, West Hollywood a Los Angeles, el Palais Royal a París, Milà i Tòquio entre d'altres.

## Adidas by Stella McCartney
El 2005 var una línia de roba esportiva d'alt rendiment femenina en col·laboració amb Adidas. La col·lecció es completa a través d'una àmplia gamma de disciplines com córrer, gimnàs, ioga, esports d'hivern, ciclisme, tennis, nedar i fins i tot surf. Entre elles també hi ha coses més informals com roba per córrer i bosses.
És l'associació més completa i innovadora de la seva classe, i completa les diferents seccions Stella McCartney Lingerie, Stella McCartney Kids, i les col·leccions ready -to- wear. A més de ser funcional, Adidas by Stella McCartney segueix el mateix codi d'ètica com totes les col·leccions de Stella McCartney, com a part del programa "Better Place Adidas". Els talls elegants, línies precises i ajustats com un guant de la col·lecció es fan ressò.
El gener de 2007, la dissenyadora va anunciar que afegiria a les seves creacions per a Adidas una línia de roba especial per practicar ioga, anomenada Gym Ioga. Va ser llançada en la temporada primavera-estiu i va estar inspirada en uniformes de ballet i dansa, destacant samarretes de tirants doble capa amb escots profunds, pantalons de tir baix i sabates de goma flexible. Totes aquestes col·laboracions van tenir molt d'èxit però el seu contracte amb Adidas va vèncer.
Tot va ser fruit de quan en el 2010 la van anomenar directora creativa de l'equip de Gran Bretanya per Adidas per als Jocs Olímpics d'estiu i els Jocs Paralímpics. Els atletes britànics van rebre la més àmplia gamma de roba que mai s'hagi subministrat a un equip nacional. La millor borsa de roba incloïa roba per l'esport, vestit de presentació, uniformes d'entrenament, roba de recanvi, accessoris i calçat. El disseny de Stella McCartney apareix en tota la gamma, la impressió es realitza en les mànigues de la capacitació sobre el producte. Cada esport té la seva pròpia identitat, però segueix sent part de l'aparença general de l'equip, cosa que era important per als atletes, on els productes permeten que el disseny de la bandera es vegi embolicat al voltant dels cossos dels atletes. Per a la confecció del vestuari es va inspirar en la imatge de la bandera de la Unió. Per a ella, "és una de les més belles banderes del món, i era important romandre fidel a aquest disseny icònic, però també modernitzar-lo i presentar-lo d'una manera contemporània. En última instància, volíem que els atletes se sentissin com un equip i estar orgullosos de la identitat que hem creat" deia Stella McCartney.
En aquesta col·lecció la dissenyadora també va tenir en compte els diferents materials utilitzats, els quals tenien un nivell molt alt tècnicament parlant. En aquesta col·lecció també es podia veure la filosofia de la marca. Hi havia una gran quantitat de materials sostenibles, com el cotó orgànic i la fibra reciclada. També van aparèixer innovacions com la tecnologia Adidas DryDye (que no utilitza gens d'aigua per tenyir la roba). La marca en tot moment és respectuosa amb els seus principis, per exemple, en la col·lecció Primavera - Estiu 2014 tenen protagonisme productes específics amb baixos residus, que es creen en el 100% del teixit: el 95% de la tela s'utilitza durant el tall de patrons i l'altre 5% es recicla o es reutilitza. En cada temporada la marca té uns requisits bàsics quant a sostenibilitat que sempre porta a terme.
La inspiració de la col·lecció és fomentada amb la mateixa base que les altres. Principalment està dissenyada a partir de les dones modernes, les reals, atractives per la seva naturalitat, i així esbrinar les necessitats d'aquestes persones. També s'inspira en la vida quotidiana, fixant-se amb el cinema i la música per exemple. En aquest cas però, en el rendiment esportiu, és molt diferent el tipus de necessitat.
La botiga Adidas by Stella McCartney que ha obert a Londres és una celebració del que s'ha estat construint amb Adidas aquests últims vuit anys. S'espera que sigui la llar de les dones en l'àmbit dels esports, on puguin trobar tot el que necessiten sense sacrificar el seu estil. Aquesta botiga és molt important per la marca, i s'ha obert a Brompton Cross.

## Moda Sostenible
Stella McCartney sempre ha estat preocupada per a no renunciar a l'estètica de l'ecologia. El procés de fabricació dels seus accessoris és bastant més complex que s'hi fes servir cuir comú, pel fet que no existeixen tècniques industrials i maquinària adequada per elaborar accessoris com sabates o confeccionats amb materials diferents al cuir. Aquesta és la raó per la qual el setanta per cent de la manufactura es fa a mà per destres artesans.
Si bé reemplaçar el cuir per altres materials és un dels segells de la firma, també altres accions, com ara l'ús de cotons orgànics, malgrat existir certes restriccions a causa dels limitats colors i varietats, estan marcant la diferència. No és només l'ús de materials ecològics el que diferencia a la marca d'altres, sinó també el seu compromís per adoptar accions que si bé, no estan directament relacionades amb els seus productes, sí amb la forma en què fan negocis. Entre aquestes destaquen l'ús d'energia eòlica a les seves botigues, l'ús de tints de baix impacte en les seves peces, ser una companyia neutra en emissions de gasos de carboni, i ser una firma que en tan sols un any va reciclar 2,563 quilograms de paper i 1,408 de plàstic.
Des del 2007 aquesta dissenyadora, una de les més reconegudes en les passarel·les internacionals, ha estat compromesa amb la política de no usar pells ni cuir provinents de cap animal en els seus dissenys. El 2009 va rebre un premi del Natural Resource Defense Council, NRDC, pel seu suport i compromís amb el medi ambient i el 2013, el dia mundial del medi ambient, va publicar un comunicat a la seva pàgina web en què informava els seus compradors que tots els seus productes són i seran més sostenibles amb cada col·lecció. Això es pot veure en les col·leccions actuals les quals utilitza cotó orgànic, folres per jaquetes i carteres fets de roba reciclada, soles biodegradables, llana certificada com ressò amigable en la seva línia per a nens i nadons, i materials renovables en les seves ulleres de sol.
Si tot això sembla poc, Mccartney té tres grans projectes que giren al voltant de la sostenibilitat: la seva col·lecció amb Adidas, que utilitza materials orgànics, renovables i reciclables. La unió de la marca Stella Mccartney a "Clean by Design", una iniciativa de l'NRDC que busca alleugerar l'impacte en el medi ambient des del disseny i el seu informe ambiental, un projecte de periodisme i investigació amb el qual busca retre comptes a la societat sobre els seus processos de confecció.

## Col·laboracions

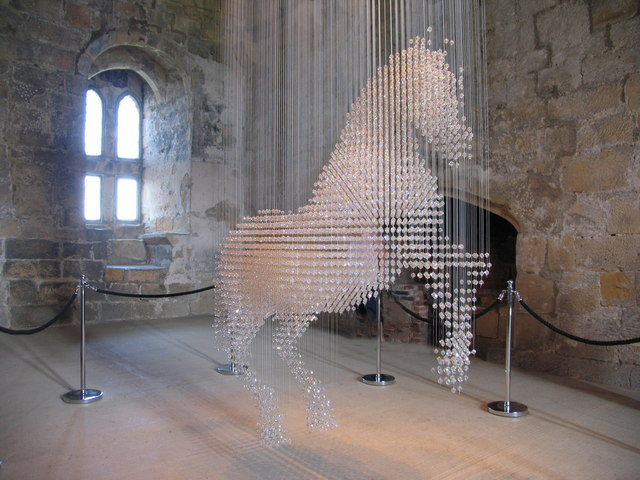
Cavall de vidre de Lucky Spot Stella McCartney al Gran Palau del Castell de Belsay - 2004

Actualment, en el 2014 s'ha posat en marxa una associació amb The Nature Conservancy i Ovis XXI introduint una nova llana sostenible de luxe per a la tardor 2014, originaris de la Patagònia en suport a la restauració i conservació de la terra. També ha col·laborat amb l'artista anglès Gary Hume per a la col·lecció de tardor 2014 amb les il·lustracions de peces “ready-to-wear”. Durant aquest darrer any 2013, ha dissenyat exclusives samarretes per a la campanya de Xarxa Nose Day 2013 per beneficiar a l'associació de caritat “Comic Relief” del Regne Unit.
Llançament de la marca “Stella McCartney” per la col·lecció càpsula goop "x pegot", un disseny de luxe disponible exclusivament en la pàgina web oficial, el lloc digital i el comerç electrònic fundat per Gwyneth Paltrow. A més, la revista MilK ha estat celebrant el seu 10è aniversari amb un llibre de tapa dura amb imatges seves lúdiques i d'avantguarda dels anys 2003 al 2013. Per celebrar aquest aniversari, Stella McCartney va escriure el pròleg del llibre el qual se centra en moda infantil i en l'enfocament refrescant i inspirador de la mateixa revista.
Aquestes no són les úniques col·laboracions i projectes que la marca ha portat a terme. Junt amb un il·lustrador de Londres, Rose Blake, van crear unes criatures anomenades “Stellaween” per a la temporada 2013, on es va crear una samarreta de cotó orgànic especial amb un personatge de carabassa. Per cada samarreta venuda es fa una donació al PADEM (Programmes d'Aide et Development destines aux Enfants du Monde) per a l'expansió de les escoles a Kenya. A més, cada samarreta venia en una bossa de cotó amb un estampat Stellaween.
Va ser en el 2012 quan McCartney va ser nomenada directora creativa de l'equip de Gran Bretanya per Adidas per als Jocs Olímpics d'Estiu i els Jocs Paralímpics. Va ser la primera vegada a la història dels jocs olímpics que el vestuari d'un equip, per a totes les competicions, (tant en els Jocs Olímpics com en els Paralímpics), va estar dissenyada per un dissenyador destacat. Però no era la primera vegada que dissenyava per un col·lectiu, ja que en el 2011 va crear el vestuari pel “Ballet’s Ocean's Kingdom” de Nova York, una col·laboració de ballet entre Paul McCartney i Peter Martins, que es va estrenar a Nova York. En aquell mateix any també va llençar una associació continuada amb “The International Trade Center’s Ethical Fashion Program (ITC)” creant accessoris fets a mà des de la impressió a la costura a Kenya. Per acabar, va llençar la seva segona col·lecció de nens “Gap Kids”, declarant que les pel·lícules havien estat una gran font d'inspiració per a ella. I en el juliol del mateix any va participar en la passarel·la de moda "The Brandery - fashion show" a Barcelona. Stella ja anteriorment va llençar una col·lecció relacionada amb el món infantil. Va ser en el 2010, amb una edició limitada de joieria de fantasia en col·laboració amb Disney en la celebració de la pel·lícula de Tim Burton “Alice in Wonderland”.
També 2009 va posar en marxa la col·laboració de la segona temporada de Stella McCartney per Gap Kids. I va afegir: "Crec que aquesta col·lecció té una barreja de lúdic i pràctic”. Va dissenyar exclusives samarretes per a la campanya “Red Nose Day 2009” per beneficiar a la caritat “Comic Relief” del Regne Unit. A més, va llençar “MEAT FREE MONDAY”, una campanya de sensibilització al Regne Unit. I per acabar, va dissenyar una col·lecció càpsula d'edició limitada amb gravats per l'artista Peter Blake per Prêt-à-porter. Va ser el 2008 quan va posar en marxa una col·lecció única d'edició limitada de viatges amb LeSportsac, la qual es compon de bosses de viatge, maletes, accessoris per a nadons i bosses per a mares amb nadons i nens petits. La línia es ven a les botigues d'alta gamma, com les botigues de Los Angeles i la de Nova York Stella McCartney. Just un any abans, el 2007, va presentar “care by Stella McCartney”, la primera gamma de pell de luxe amb 100% d'ingredients orgànics actius. També es va portar a terme una col·laboració amb la botiga de pressupost australià Target, on va citar la seva mare Linda, com la seva inspiració per a la col·lecció. En 2010 va llençar una col·lecció de sandàlies per Birkenstock.
McCartney també va col·laborar amb l'artista Jeff Koons en el 2006 per a la col·lecció Primavera / Estiu 2006 utilitzant les seves empremtes en els vestits i complements mostrats a París. I en el 2005, el gran èxit de la col·lecció única de "Stella McCartney for H&M" va estar venut a tot el món en un temps rècord. Aquesta col·lecció tenia 40 peces. Aquell mateix any també es va compenetrar amb el dibuixant Robert Crumb en una edició limitada per una samarreta. I cap als inicis, en el 2004 va dissenyar vestits fets especialment per a la “Madonna’s Reinvention Tour”, la gira de concerts d'estiu d'Annie Lennox i el vestuari de Gwyneth Paltrow i Jude Law per a la pel·lícula "Sky Captain and the World of Tomorrow”.
Ja en el 2003 es va llençar la campanya “Absolut Stella” amb il·lustracions de David Remfry les quals també apareixen a la campanya publicitària de la seva pròpia marca d'aquest mateix any. Finalment, el 2002 va col·laborar amb l'artista Gary Hume en samarretes fetes a mà per a una subhasta silenciosa per a beneficiar la RAWA, una organització pels drets de les dones afganeses, a la galeria Thaddeus Ropac a París. I a l'agost del 2002, la marca esportiva Adidas va utilitzar a Stella McCartney per redissenyar alguns models històrics. McCartney va donar la seva signatura a l'Adidas Monza, dissenyador per a la Fórmula 1, i a la Boxe Champ Speed. Les dues mítiques línies fetes en blau, rosa, groc, taronja i beix, amb les tres ratlles d'Adidas, porten l'empremta de productes Stella McCartney.
Tot i això, des que va començar amb la seva pròpia marca, McCartney ha treballat amb diversos artistes incloent-hi a Reem Alasadi, Gary Hume, R. Crumb, Jeff Koons, David Remfry i Ed Ruscha.

## Premis
Té un gran nombre de premis acumulats durant anys i constantment fa col·laboracions en projectes amb diferents artistes, dissenyadors i identitats.
2013:
- Nomenada com a Millor Dissenyadora Internacional de l'Any, i guanyadora del premi “Elle Style Award”, a Londres.
- “Conscious Award”, dels premis “H&M & Elle Awards”, d'Estocolm.
- Presentada amb un OBE, “Order of the British Empire”, premi a l'excel·lència i servei en la indústria de la moda.[29]
- Al febrer del mateix any va ser valorada com una de les 100 dones més poderoses en el Regne Unit per Woman's Hour a la BBC Ràdio 4.[30]

2012:
- Dissenyadora Britànica de l'Any, “Harper’s Bazaar Woman of the Year Awards”.
- Premi Internacional: Revista Telva, Madrid.
- Marca de l'any, “Luxury Briefing Awards”, Londres.
- Dissenyadora de l'any i marca l'any, pel Consell Britànic de la Moda de Londres.
- Membre Honorari de la “University of the Arts London”: amb el finançament d'una nova beca a la “Central Saint Martins” per a dissenyadors que s'adhereixen al seu punt de vista ètic.

2011:
- “Red Carpet Award”, per El Consell Britànic de la Moda de Londres.

2009:
- Honrada pels Recursos Naturals i el Consell de Defensa de Nova York.
- També, va aparèixer en el “Time 100” de Nova York.
- Nomenada Dona de l'Any per la Glamour Magazine.
- Women of the Year Awards, Nova York.

2008:
- Millor dissenyadora de l'any.
- “Elle Awards” d'Espanya a Barcelona.
- “Green Designer of the year”, “ACE Awards” - Nova York.

2007:
- Dissenyadora Internacional de l'Any, “Elle Style Awards” - Londres.
- Millor dissenyadora de l'any, “The Elle Style Award for Award” - Londres.
- Millor dissenyadora de l'any, “The British Style Awards” - Londres.

2005:
- Dona de l'any, “Organic Style” - Nova York.

2004:
- Millor dissenyadora de l'any, “The Glamour Award” - Londres.
- Estrella homenatjada, per la “Fashion Group International Night of Stars” - Nova York.

2003:
- “Woman of Courage honoree” per “Unforgettable Evening event” - Los Angeles.

2002:
- “Style Icon” per “Elle Style Awards” - Londres.

2000:
- Dissenyadora de l'any, per “The Rover British Fashion Awards” - Londres
- Dissenyadora de l'any per “VH1/Vogue Fashion and Music Awards” - Nova York.[31]

1999:
- Dissenyadora britànica de l'any per “The Elle Style Awards” - Londres.

## Vida personal
McCartney es va casar amb l'editor britànic Alasdhair Willis el 30 d'agost de 2003 a una capella catòlica a Mount Stuart House, l'ancestral casa del Marquès de Bute a l'illa de Bute a Escòcia. El vestit de núvia de McCartney va ser una versió actualitzada del vestit de núvia que va fer servir la seva mare en el matrimoni amb Paul McCartney al març de 1969. Ella va dissenyar el vestit junt amb Tom Ford, el seu cap quan treballava a Gucci. El casament va comptar amb la presència de Gwyneth Paltrow, Liv Tyler, Pierce Brosnan i Madonna.
Stella ha tingut tres fills: el primer, Miller Alasdhair James Willis, va néixer el 25 de febrer de 2005, el segon, Bailey Linda Olwyn Willis, va néixer el 8 de desembre de 2006, i per acabar, Stella va donar a llum al seu tercer fill, Beckett Robert Lee Willis, el 8 de gener de 2008. Els tres fills van néixer a Londres, Anglaterra.
A més de les seves germanes grans i el seu germà petit, Stella té una altra germana, Beatrice Milly McCartney, nascuda el 28 d'octubre de 2003, fruit de la relació del seu pare amb la seva ex-dona, Heather Mills. Per acabar, cal esmentar que Stella és membre de la Royal British Legion.